# Mathura (stad)
Mathura of Muttra (Hindi: मथुरा, Mathurā) is een stad in Noord-India, in de staat Uttar Pradesh. Vanwege de verering van Krishna is de stad een belangrijk hindoeïstisch bedevaartsoord. De stad bevindt zich 140 km zuidelijk van Delhi, 50 km ten noorden van Agra en oostelijk van de rivier de Yamuna, die uitkomt in de Ganges. Mathura is de hoofdstad van het gelijknamige district.

## Demografie
Volgens de Indiase volkstelling van 2001 wonen er 298.827 mensen in Mathura, waarvan 53% mannelijk en 47% vrouwelijk is. De plaats heeft een alfabetiseringsgraad van 61%. 

## Bezienswaardigheden
- Mathura museum
- Shri Krishna Janmasthan Mandir, hindoeïstische tempel
- Naam yog Sadhna Mandir, ook bekend als Jai Gurudev tempel
- Rang ji ka Mandir, hindoeïstische tempel
- Vishram Ghat, religieuze badplaats in de rivier de Yamuna

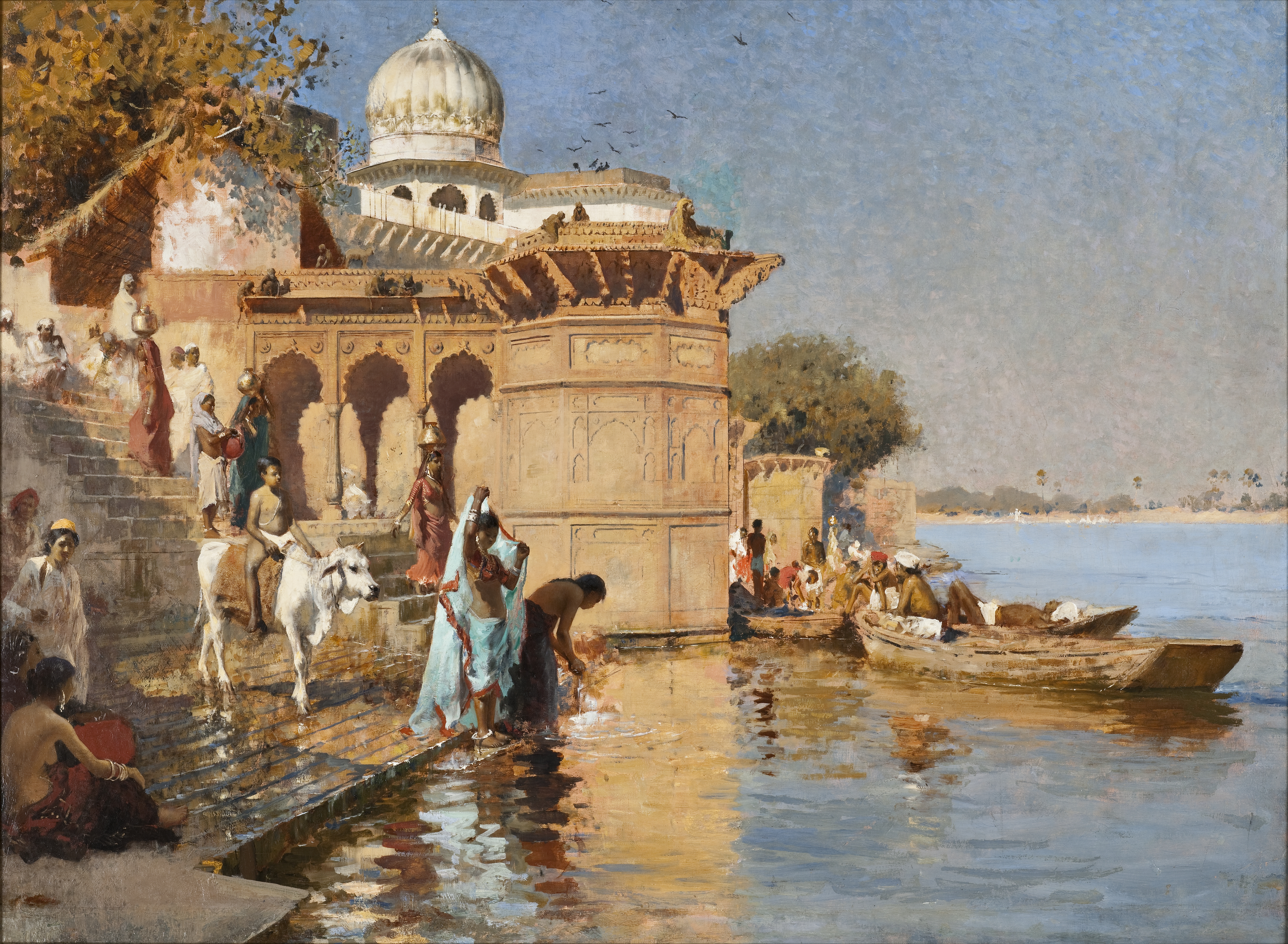
Along the Ghats, Mathura
(ca.1880), Edwin Lord Weeks, LACMA